# Pele (geslacht)
Pele is een monotypisch geslacht van kreeftachtigen uit de klasse van de Malacostraca (hogere kreeftachtigen).

## Soort
- Pele ramseyi Ng, 2011